# Le Troisième Jour (téléfilm)
Pour les articles homonymes, voir Le Troisième Jour.
Le Troisième Jour est un téléfilm français réalisé par Bernard Stora en 2009.

## Synopsis
Léo n'a pas encore vingt ans, sa petite amie Manon en a à peine 18 quand elle accouche d'un enfant de lui. Soucieux d'assumer ses responsabilités, Léo est bien décidé à chercher du travail et à se ranger. Mais comment trouver l'argent nécessaire à l'achat d'une jolie chambre pour le bébé ? 
Titi, son meilleur ami, connaît le moyen de lui faire gagner de l'argent rapidement, à condition de remettre ses bonnes résolutions à plus tard...

## Fiche technique
- Réalisation : Bernard Stora
- Scénario : Bernard Stora et Mathieu Fabiani
- Dialogues : Bernard Stora
- Décors : Jean-Pierre Bazerolle
- Costumes : Eve Marie Arnault
- Photographie : Gérard De Battista, AFC
- Son : Pierre Gauthier
- Montage : Jacques Comets
- Musique : Vincent Stora
- Production : David Kodsi
- Sociétés de production : Kien Productions,         Maybe Movies, France Télévisions (France 2)
- Pays :  France
- Format : Couleur - Numérique haute définition (caméras Sony EX3) - 1,78:1 - Son 5.1
- Genre : Drame
- Durée : 100 min
- Dates de première diffusion :  France : 5 novembre 2010 (France 2)

## Distribution
- Yann Ebonge : Léo
- Lubna Gourion : Manon
- Jean-Pierre Sanchez : Titi
- Doudou Masta : Bouba
- Zaher Rheaz : Yacine
- Mohamed Ketfi : Nordine
- Marc Duret : le commissaire Blache
- Étienne Chicot : le commissaire Richaud
- Frédéric Saurel : Fred
- Nathalie Jeannet : Ginette
- Amy Valfroy : Mme Dembélé
- Alvina Karamoko : Corinne
- Léopoldine Serre : Anaïs
- Matthieu Loos : Barthélemy

## Distinctions
- Coup de cœur du Festival de Luchon 2010

## Autour du film
- Le tournage a eu lieu du 19 octobre au 20 novembre 2009 à Grenoble.